# (32571) Brayton
(32571) Brayton (2001 QA72) – planetoida z grupy pasa głównego asteroid okrążająca Słońce w ciągu 5,56 lat w średniej odległości 3,14 j.a. Odkryta 20 sierpnia 2001 roku.